# Candace
Pour les articles homonymes, voir Candace (homonymie).
Une candace est une reine chez les Koushites, comme pharaon signifie roi chez les Égyptiens et qore étant l'équivalent masculin de candace. En effet, il s'agit d'un titre qui se déduit probablement du méroïtique « la mère du roi », k(n)dke. Le titre de candace, ainsi à l'origine équivalent de reine mère, était traditionnellement accompagné de la titulature pharaonique des noms de Sa-Rê, de Nebty et de Nesout-bity.

## Historique
Il y eut plusieurs reines en Nubie, de plus en plus fréquemment à partir du IIIe siècle avant notre ère. La présence de femmes détentrices d'un rôle de premier plan dans les affaires publiques remonte cependant à des temps beaucoup plus anciens : le temple de Deir el-Bahari pourrait afficher sur un bas-relief une proto-candace du pays de Pount, et la XXVe dynastie, dite des « pharaons noirs », consacre réellement le début de l'ère des candaces, portée au sommet par la reine Nahirqo. Mais la reine Kanatra est très probablement la première à avoir eu ce titre. Au Ier siècle, les Actes des Apôtres (Actes 8:27-39) mentionnent une d'entre elles (sous forme de nom propre, la reine en question étant probablement Amanitore), dont un ministre eunuque fut converti et baptisé par saint Philippe le diacre.
« Καὶ ἀναστὰς ἐπορεύθη : καὶ ἰδού, ἀνὴρ Αἰθίοψ εὐνοῦχος δυνάστης Κανδάκης τῆς βασιλίσσης Αἰθιόπων, ὃς ἦν ἐπὶ πάσης τῆς γάζης αὐτῆς, ὃς ἐληλύθει προσκυνήσων εἰς Ἱερουσαλήμ [...] »
« Et Philippe se mit en marche. Or, un Éthiopien, un eunuque, haut fonctionnaire de Candace, la reine d’Éthiopie, et administrateur de tous ses trésors, était venu à Jérusalem pour adorer. »

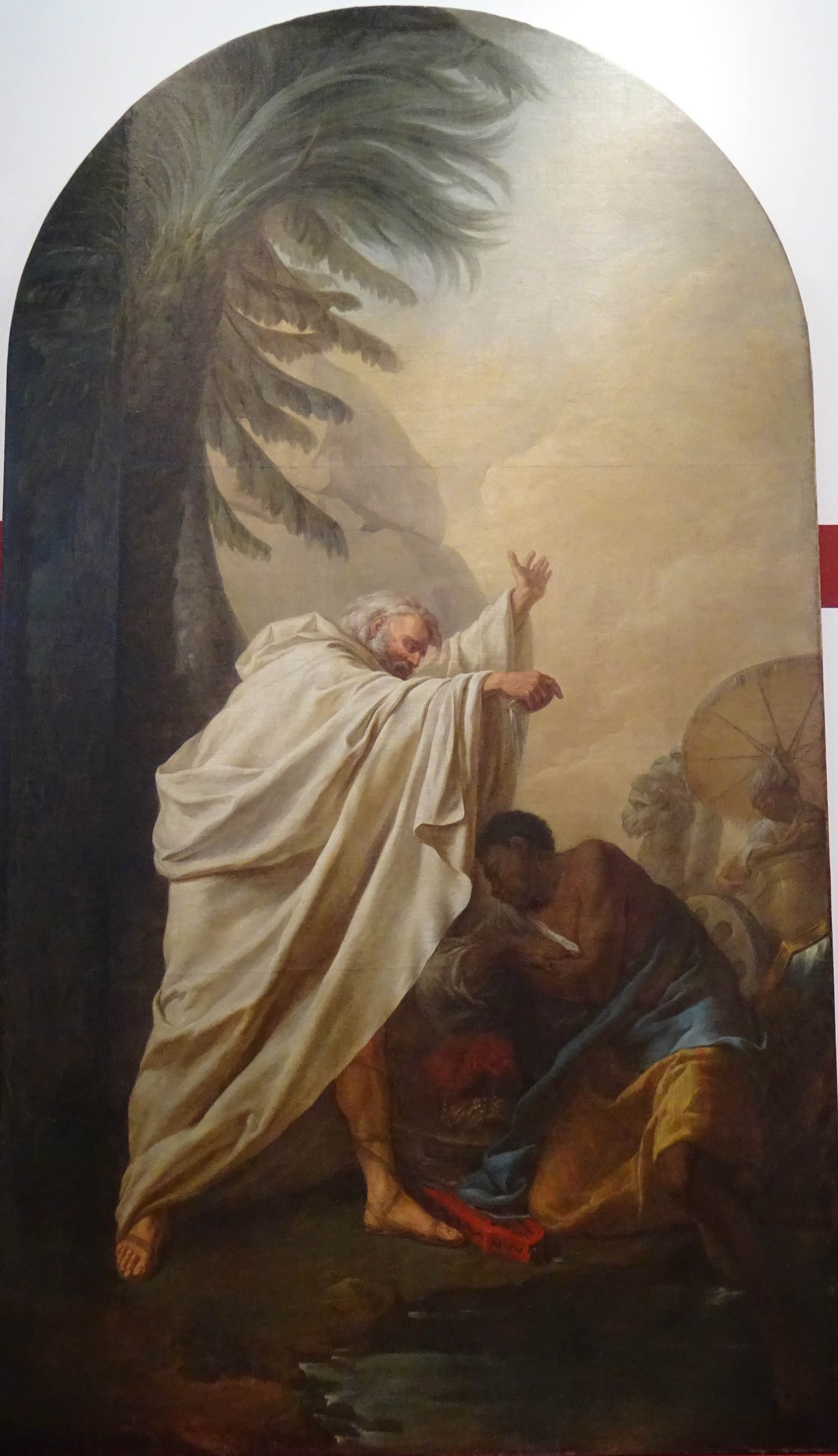
Le diacre Philippe baptisant l'eunuque, par Joseph-Ferdinand de Veaux (1780).

Ce récit est repris par Eusèbe de Césarée, qui précise que cette reine Candace régnait dans l'île de Méroé de la terre des Éthiopiens. De son côté, Pline l'Ancien rapporte que, de son temps, la reine de l'île de Méroé s'appelle Candace, et que ce nom se transmet depuis longtemps de reine en reine (Plin. Nat. 6.57) : cette assertion semble en réalité une référence au mécanisme de succession original des rois de Koush, basé sur le passage de la dignité royale de frère à frère ou de sœur à sœur.
« Juxtaque aliam insulam Tadu dextro subeuntibus alveo, quae portum faceret. Aedificia oppidi pauca ; regnare feminam candacen, quod nomen multis jam annis ad reginas transiit ; delubrum Hammonis et ibi religiosum et toto tractu sacella. Cetero cum potirentur rerum aethiopes, insula ea magnae claritatis fuit. »
« [...] À côté est une autre île, dite de Tadu (i.e. île de Méroé, ou Butana), qu'on rencontre en entrant par le bras droit du Nil, et qui fait un port ; la ville a peu d'édifices ; le pays est gouverné par une femme, la reine Candace, nom qui, depuis grand nombre d'années, passe de reine en reine. Amon a ici aussi un temple révéré, et l'on trouve des chapelles dans toute la contrée ; au reste, au temps de la puissance des Éthiopiens, cette île jouissait d'un grand renom »
Mais la plus connue reste la candace Amanishakhéto, fille de la candace Amanirenas, qui au temps d'Auguste, refuse de se soumettre et harcèle les légions romaines. En l'an 20 av. J.-C., elle fait une incursion en Égypte, en pillant toutes les villes sur son passage jusqu'à Éléphantine. Arrêtée par les troupes romaines, elle demande la paix et rentre dans son royaume qui, grâce au traité conclu par elle avec l'empereur Auguste, prospère durant encore plus de deux cents ans.

## Liste des candaces

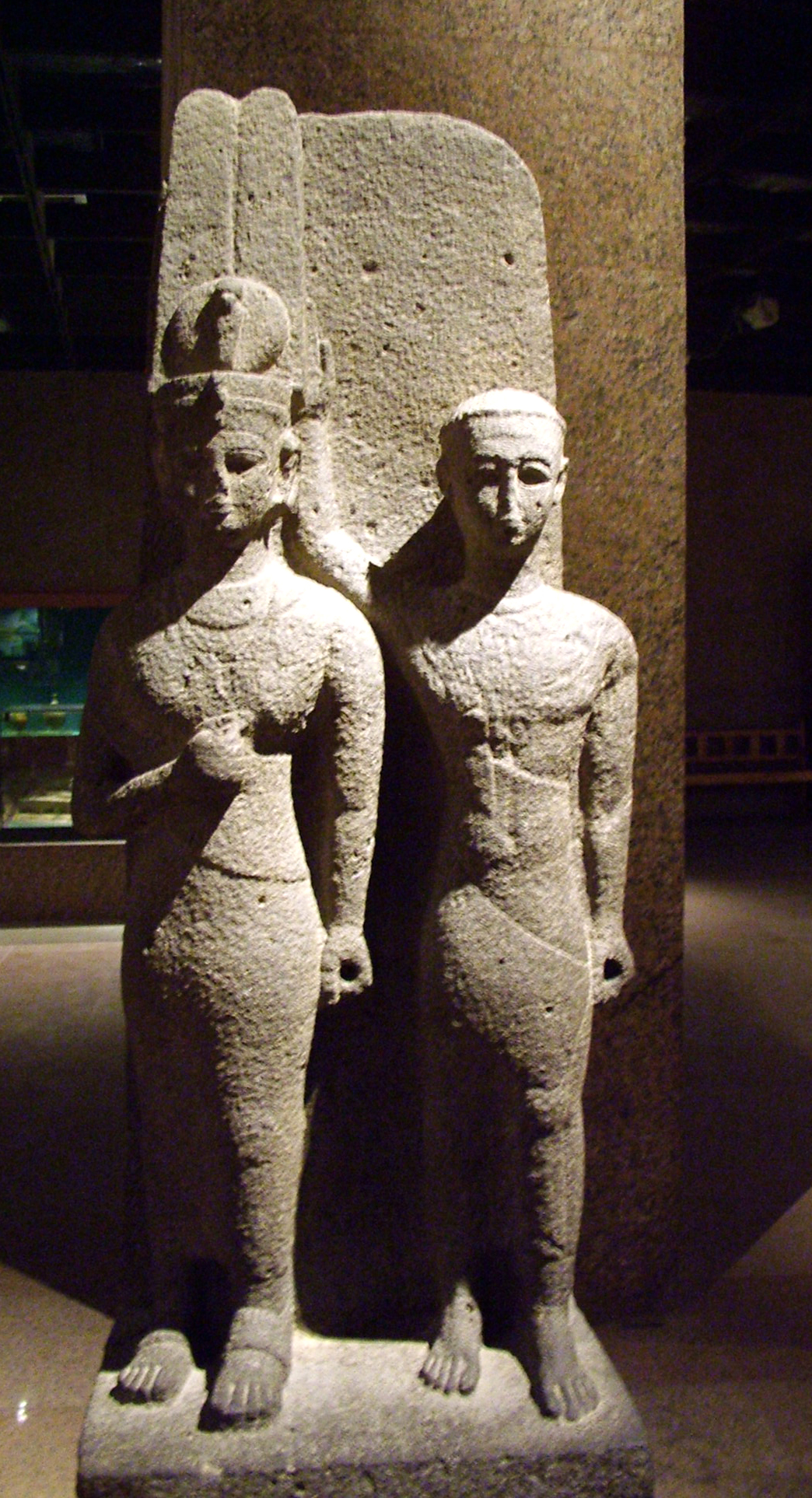
Statue de Shanakdakhete et d'un jeune prince.

Nahirqo (r. c. 170 av. J.-C.) : elle est la première figure féminine à correspondre à la définition de candace selon les sources historiques et archéologiques; elle a régné sur Méroé, non pas en tant que régente mais en tant que souveraine indépendante. Dans le relief de sa chapelle funéraire, elle se désigne avec les termes « Fils de Rê, Seigneur des deux terres, aimé de Maât », montrant ainsi son adhésion à la spiritualité égyptienne.
Amanirenas (vers 40 - 10 av. J.-C.) : elle est la candace la plus célèbre de par son rôle dans la guerre contre l'armée impériale romaine. Claude Rilly, égyptologue et spécialiste du méroïtique, nous raconte qu'en 30 av. J.-C., l'empereur Auguste ayant conquis le royaume d'Égypte décide, à la suite d'incursions de pilleurs méroïtes, d'installer un gouverneur appelé tyran (du grec túrannos) dans une zone à la frontière de Méroé. Les habitants de la région, sous pression, se révoltent avec l'appui d'une armée envoyée et dirigée par Amanirenas. Dans ses écrits, Strabon (historien et géographe grec) la décrit comme étant énorme, borgne (elle aurait en effet perdu un œil au combat), aux allures masculines et surtout redoutable au combat. Il est tout de fois nécessaire de nuancer ce témoignage, représentatif de la perception qu'avaient les Romains du pouvoir féminin : « le pouvoir féminin pour les Romains, c'est soit des monstres comme les Candaces, soit des ensorceleuses comme Cléopâtre. » affirme Claude Rilly. Connu sous le nom de guerre méroïtique, ce conflit opposant Rome et Koush dura de 27 à 21 av. J.-C. et se clôtura à la suite d'un traité de paix négocié à Samos, lieu de séjour d'Auguste. La légitimité d'Amanirenas n'est plus à prouver aux vues des accords établis : l'armée romaine se retire, l'empereur renonce à exiger un tribut de la part des Meroïtes et la frontière entre les deux empires est déplacée à Hiérasykaminos. Au cours des batailles réalisées en Égypte, Amanirenas aurait détruit et capturé plusieurs statues d'Auguste : la plupart des statues ont été rendues après le traité de paix mais la tête de l'une d'elles fut enterrée sous les marches d'un palais à Méroé. Amanirenas voulait par cet acte symbolique que les Méroites marchent sur Auguste durant leurs visites quotidiennes. Surnommée la tête de Méroé, elle est aujourd'hui conservée au British Museum.

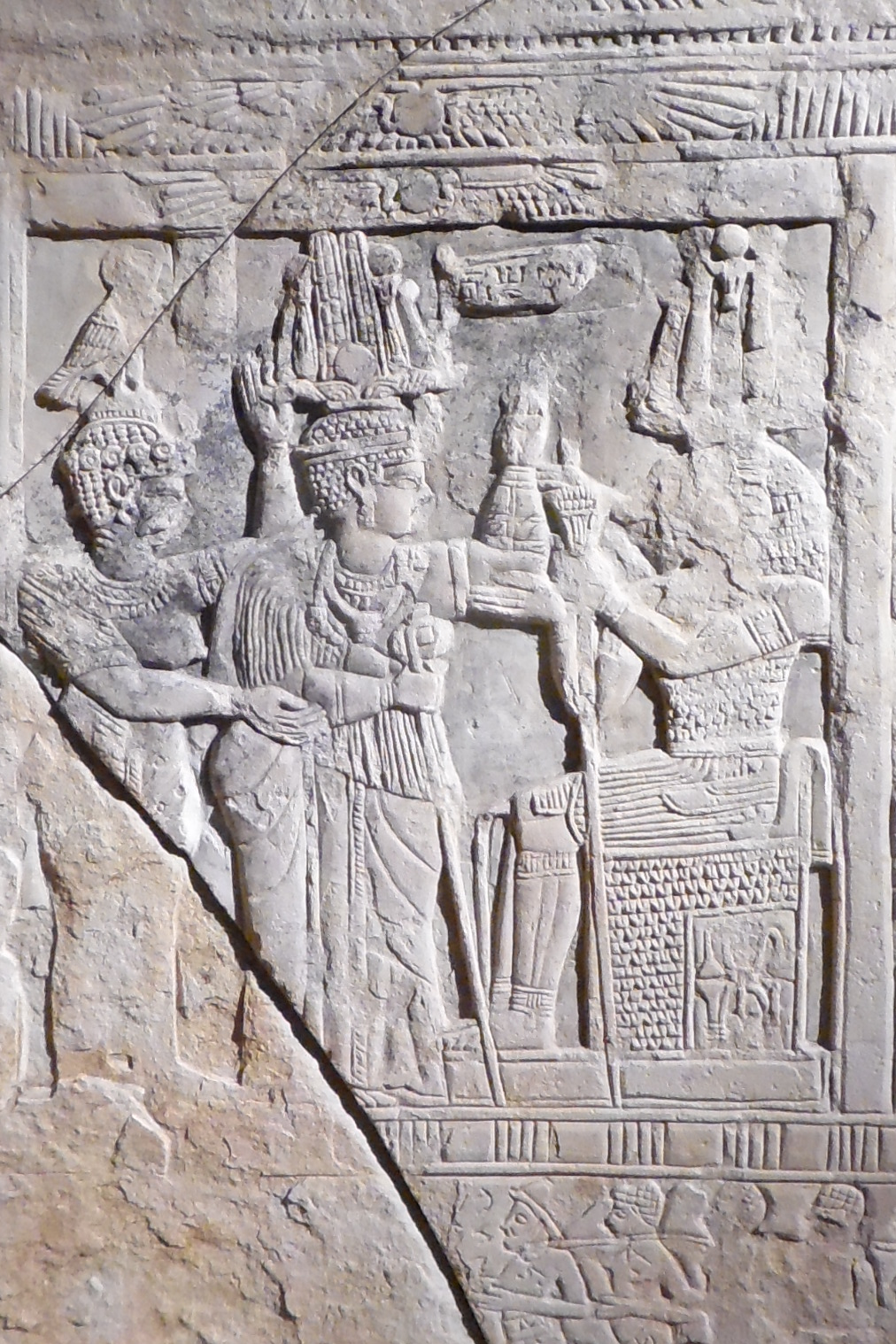
Relief représentant Amanishakhéto.

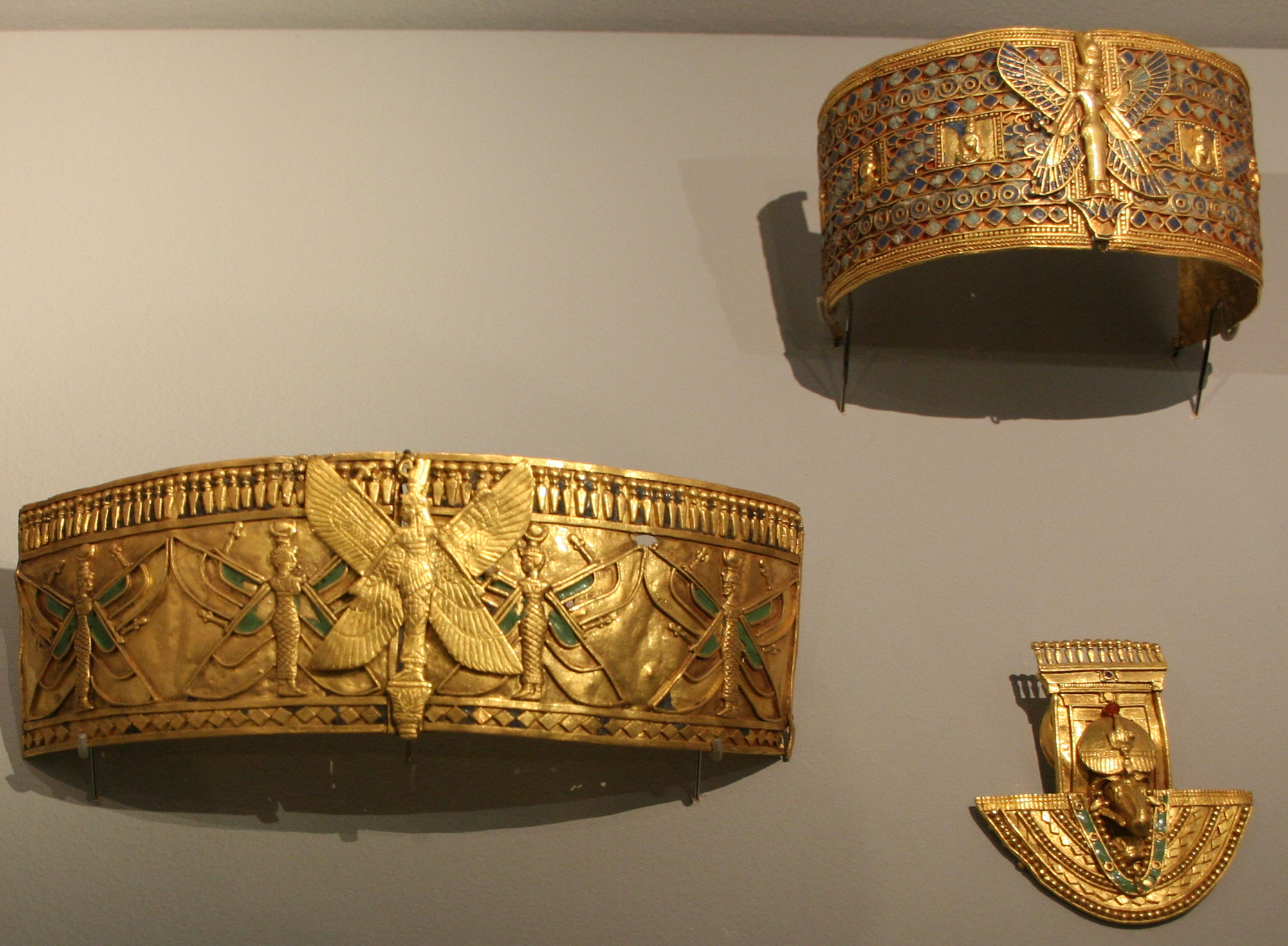
Bijoux d'Amanishakhéto

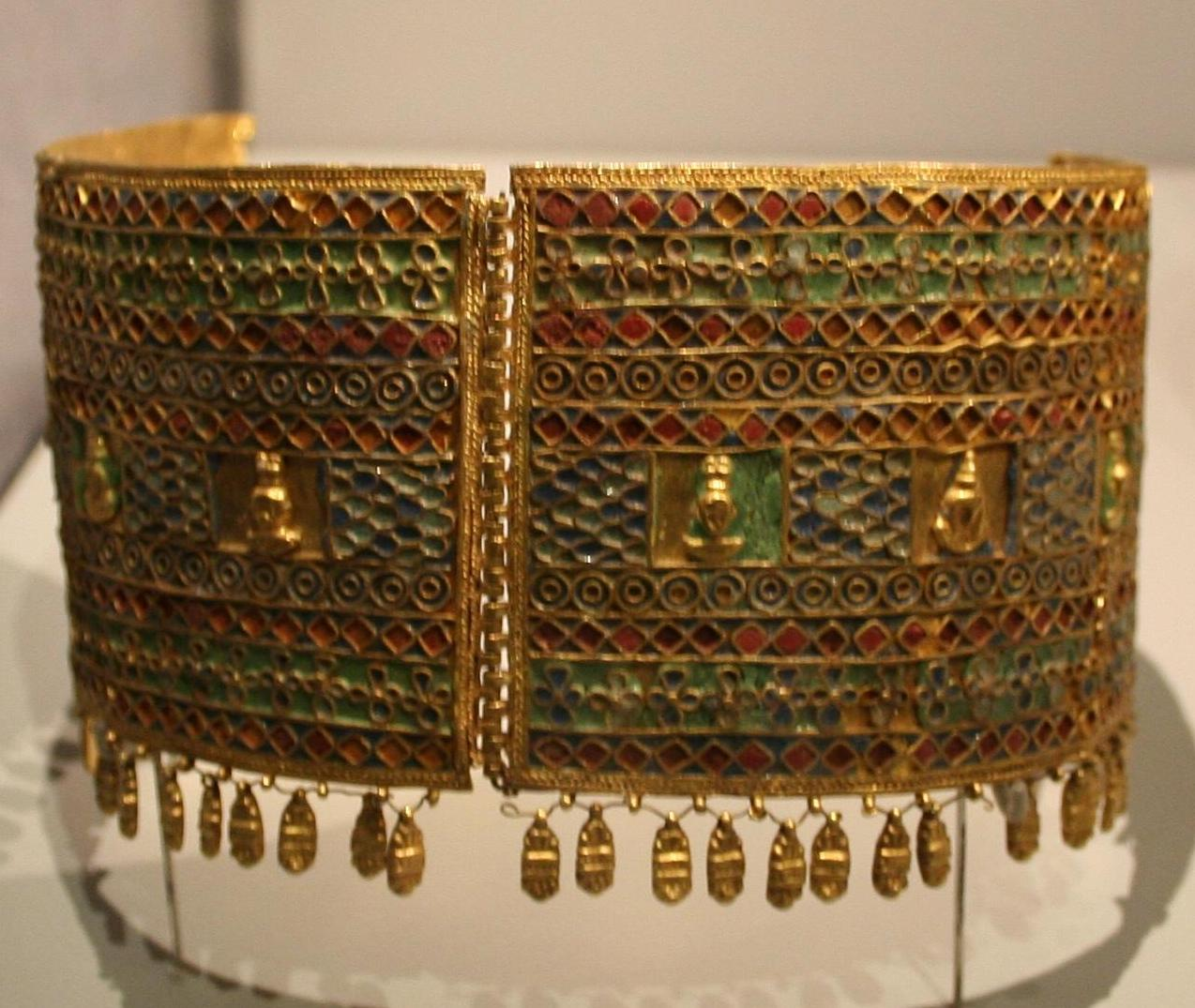
Bijoux d'Amanishakhéto

Amanishakhéto (Ier siècle av. J.-C.) : longtemps confondue avec Amanirenas, nous ne savons que peu de choses sur elle, bien que les inscriptions provenant de sa tombe la décrivent comme une reine puissante et autonome. Bien qu'Amanishakhéto n'ait peut-être pas été une guerrière aussi renommée que sa mère Amanirenas ou une bâtisseuse aussi célèbre que sa successeure Amanitore, elle a néanmoins grandement participé à la redécouverte de la culture hybride méroïtique grâce à ses somptueux bijoux retrouvés dans son palais à Wad ban Naqa et dans sa tombe. Cette dernière, forcée et pillée en 1834 par le chasseur de trésors italien Giuseppe Ferlini, a été irrémédiablement endommagée : les bijoux (dix bracelets, neuf bagues, soixante-sept chevalières et de nombreuses amulettes) sont vendus puis exposés au musée égyptien de Berlin (Ägyptisches Museum und Papyrussammlung) de 2014 à 2015.
Shanakdakhete (Ier siècle av. J.-C. ou au cours du Ier siècle ap. J.-C.) : autrefois confondue avec Nahirqo, elle serait selon le spécialiste Claude Rilly, un autre nom d'Amanishakhéto. Ou bien, une reine qui a régné juste après elle. Son nom signifie « Shanak l'a enfantée », Shanak étant une dénomination locale de la déesse Mout, parèdre d'Amon.
Nawidémak (Ier siècle av. J.-C. ou au cours du Ier siècle ap. J.-C.) : elle succède à Amanishakhéto ou Shanakdakhété. Elle est connue par sa mention sur un relief mural de sa chambre funéraire, ainsi que sur une plaque en or. Elle est peut-être la reine candace mentionnée dans le Nouveau Testament et la mère de son successeur, Amanakhabalé et d'un prince appelé Etareteya, décrit comme « le frère du prince suprême ». Elle est l'une des candidates pour la fameuse reine citée dans le Nouveau Testament, simplement mentionnée par son titre. Sur ses bas-reliefs, elle est le plus souvent représentée seule, sans fils ou mari pour légitimer son trône. Elle est représentée les seins nus, symbole de fertilité et testament de son rôle de reine-mère. Elle porte le manteau tripartite, la ceinture et le cordon à glands, attributs généralement associés aux rois masculins de Koush.

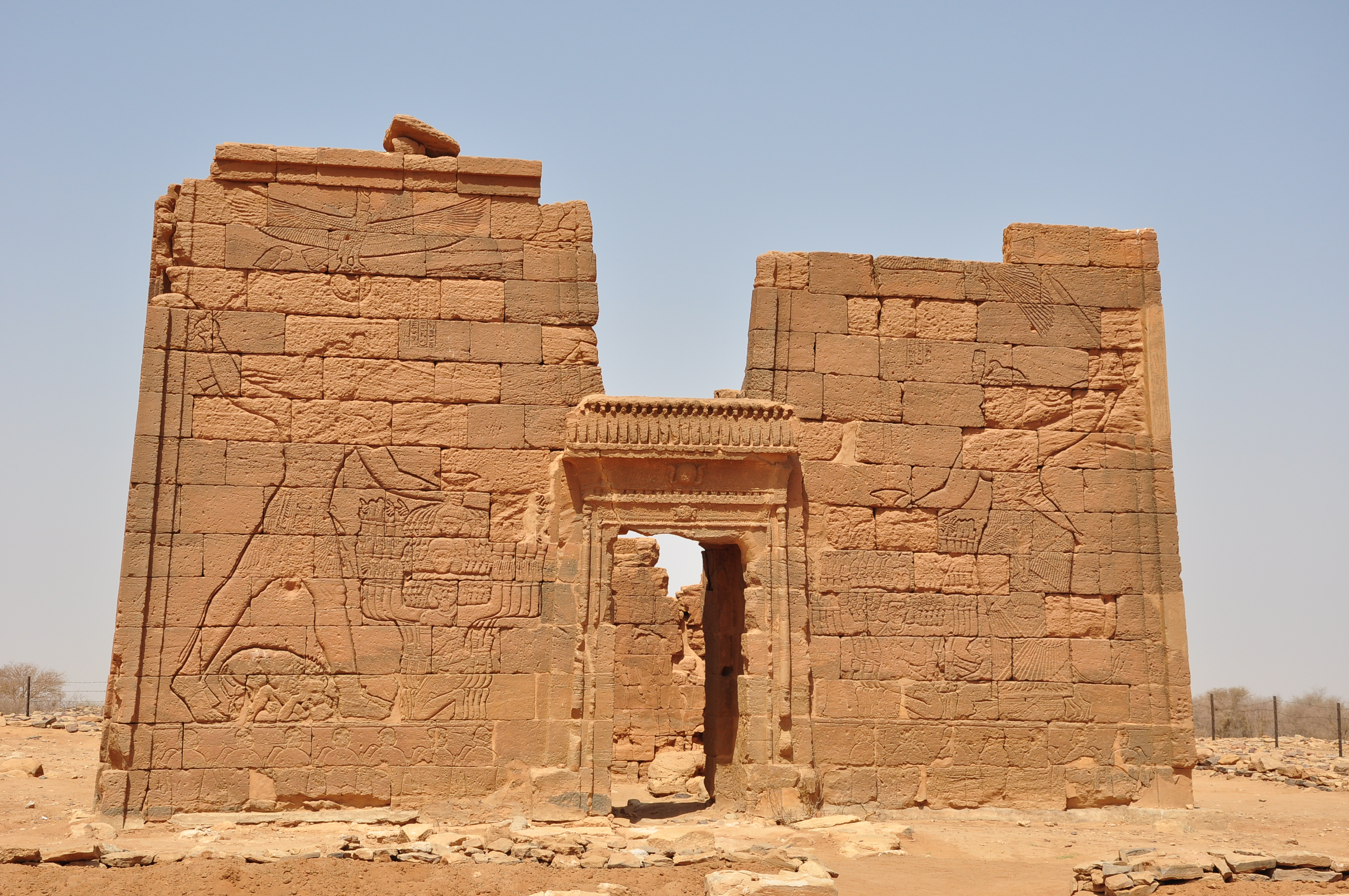
Temple de Naqa représentant Amanitore (à droite).

Amanitore (Ier siècle ap. J.-C.) : elle régna durant la période la plus prospère de l'histoire de Méroé, marquée par un commerce dynamique, une agriculture abondante et une industrie du fer florissante comme en témoignent les nombreuses traces archéologiques (canaux d'irrigation, scories). Amanitore est notamment à l'origine de la reconstruction du temple d'Amon à Napata et de la rénovation du grand temple à Méroé. Elle est représentée sur le mur de son temple à Naqa en tant que conquérante avec son co-dirigeant, le roi Natakamani. Nous ne savons pas avec certitude s'il était son mari ou son fils et il semble qu'elle ait régné seule par la suite. Il est possible qu'Amanitore soit la candace mentionnée dans les Actes des Apôtres (Actes 8:27-39) de la Bible (mentionnés au début de cet article), mais cela est contesté; il est plus probable qu'il s'agisse de sa successeuse Amantitere.
Amantitere (25 - 41 ap. J-C.) : les sources archéologiques de l'époque montrent une grande prospérité. À part cela, la seule source concernant son règne est le passage des Actes 8:27 de la Bible, dans lesquels il est écrit que l'apôtre Philippe aurait rencontré son eunuque. Elle est généralement considérée comme étant la candace mentionnée dans ce passage. Sur la base de ce texte, certains concluent qu'Amantitere serait de confession juive. Il n'existe cependant pas de preuve archéologique à Méroé témoignant de l'existence d'une communauté juive à cette époque, bien que de petites communautés aient été présentes dans le royaume de Koush. Le passage biblique est également interprété comme une indication qu'Amantitere régnait seule, puisque son eunuque (et non pas celui de son mari ou de son fils, par exemple) avait « une grande autorité » et était responsable de son trésor. Cependant le passage en question ne suffit pas à prouver ces affirmations.

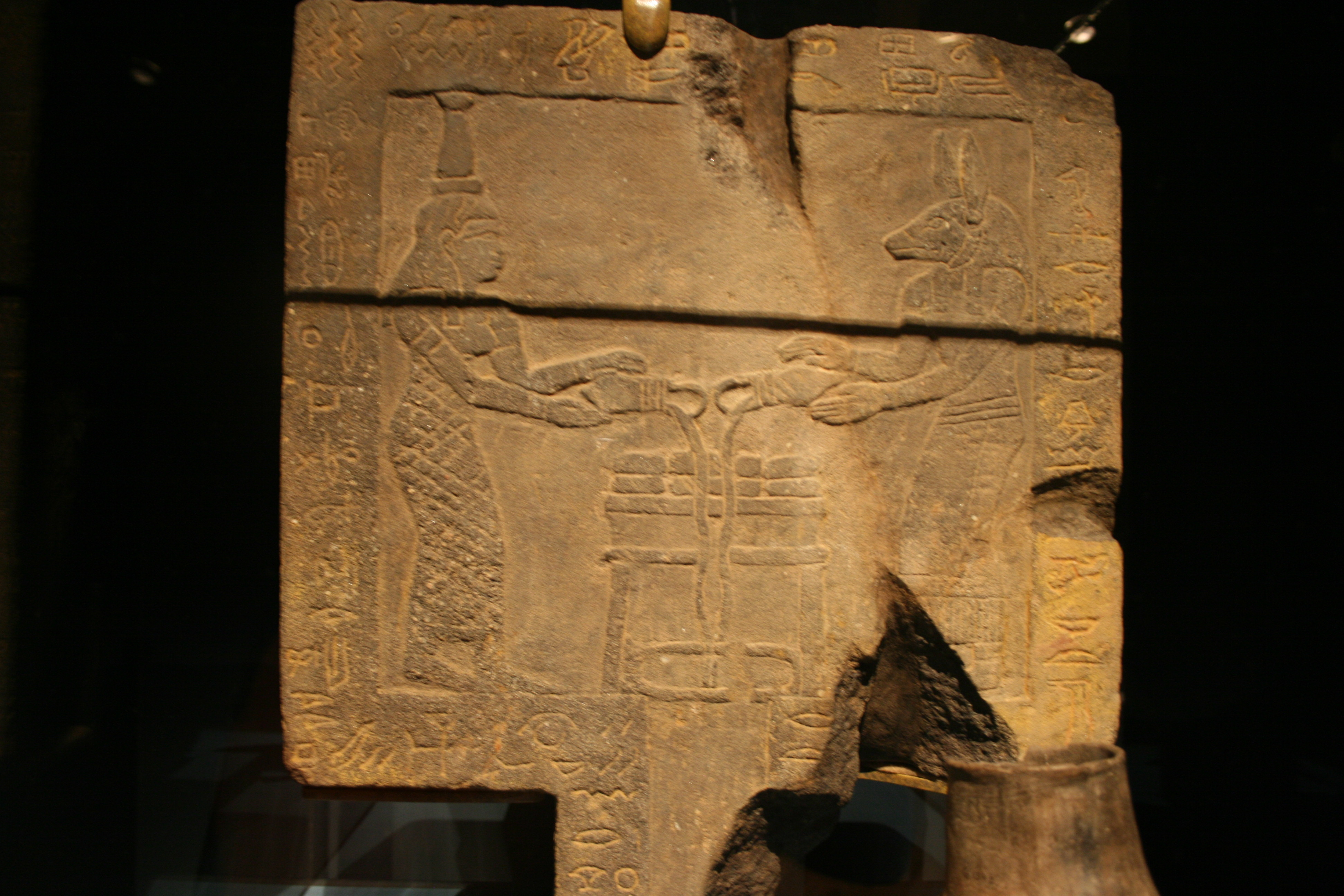
Table d'offrandes d'Amanikhatashan.

Amanikhatashan (vers 62 ap. J.-C.) : elle aurait envoyé sa cavalerie pour aider Rome durant la première guerre judéo-romaine de 66-73 de notre ère. À cette époque les archers koushites avaient une grande renommée grâce à leur adresse légendaire, c'est la raison pour laquelle l'un des premiers noms égyptiens pour désigner la région de Koush était Ta-Sety (« le pays de l'arc »). Amanikhatashan est aussi très étroitement liée à Nout, divinité égyptienne personnifiant la voûte céleste et mère des divinités primaires Isis, Osiris, Seth, Nephtys et Horus. En effet, bien que l'influence de la culture égyptienne ait reculé au fil du temps, comme en témoigne le retrait de l'écriture hiéroglyphique égyptienne au profit de l'écriture cursive méroïtique (notamment sous le règne d'Ergaménès), certaines divinités égyptiennes dites fondamentales ont continué à être vénérées. Nous n'en savons pas plus sur son règne.
Maleqorobar (266 - 283 ap. J.-C.) et Lakhideamani (306 - 314 ap. J.-C.) : pendant longtemps, ces deux noms ont été associés à des femmes. Il s'agit en réalité d'un prince et d'un roi. Maleqorobar signifie en méroïtique : "le beau garçon né des souverains". Leur règne se situe dans la période déclin de Méroé. La raison principale est sans doute sa rivalité avec le royaume d'Aksoum, dont l'apogée remonte à l'an 200 de notre ère. Situé dans la corne de l'Afrique, Aksoum est connu pour avoir entretenu des liens commerciaux avec Rome. Méroé doit probablement sa désuétude à la surexploitation des terres et au surpâturage qui auraient conduit à l'épuisement des ressources. Il en fut de même pour les forêts, destinées à produire du combustible aux industries sidérurgiques. Par la suite, Rome aurait jeté son dévolu sur Aksoum.
Vers 330, Aksoum, gouverné par le roi Ezana, aurait porté le coup de massue à Méroé ; sa cité fut mise à sac et désertée vers 350, marquant ainsi la fin définitive du royaume de Méroé et de l'empire de Koush.

## Postérité
La figure des Candaces est reprise comme symbole des femmes soudanaises qui se battent pour leurs droits. Elle est notamment attribuée aux femmes manifestant contre les dictatures du pays.
En 2019, une jeune manifestante, Alaa Salah, devient célèbre après être photographiée sur le toit d'une voiture, appelant à la paix et au soulèvement contre le régime d'Omar el-Bechir et en faisant une référence explicite aux Candaces — la photographie est d'ailleurs connue sous le titre de Kandake of the Sudanese Revolution — :

« J'appelle à la paix et je rappelle que les manifestations et la révolution soudanaise ont été pacifiques. Mon peuple, entier, porte la paix dans son cœur et je ne suis qu’une femme parmi des milliers d’autres. Nous, les femmes soudanaises, nous sommes des Kandakas, ces princesses de Nubie. C’est notre héritage. Nous avons toujours été considérées comme des femmes combattantes. Et cette révolution de décembre a fait sortir des milliers d’entre nous dans les rues, moi je ne suis que l'une d’entre elles. »

Il existe également quelques œuvres culturelles (littéraires et cinématographiques) s’inspirant de la vie des candaces, en particulier de celle d’Amanirenas : 
- Les deux tomes de la bande dessinée Kandaka par Biyong Djehuty ;
- Les courts-métrages d’animation réalisés par Virtuel H et disponibles sur YouTube dédiés à Amanirenas et Amanishakhéto.

#### Archéologie
- [Trigger 1974] Bruce G. Trigger, « La Candace, personnage mystérieux de la Haute-Égypte : le royaume de Méroé au Soudan », Archéologia, no 77 : « Toulouse romane et gothique »,‎ décembre 1974, art. no 1, p. 10-17.

#### Antiquité
- Eusèbe de Césarée, Hist ECCLE, vol. II, i 14 ii 1.
- [Dion Cassius] Dion Cassius, Histoire romaine, liv. V.
- [Pline l'Ancien] Pline l'Ancien, Histoire naturelle, liv. XXXV, 4.
- [Strabon] Strabon, Géographie, liv. XVII, 54.

#### Bible
- [Actes des Apôtres] Actes des Apôtres, p. VII, 27-39.

#### Littérature médiévale
- [Gaullier-Bougassas 1991] Catherine Gaullier-Bougassas, « Alexandre et Candace dans le Roman d'Alexandre d'Alexandre de Paris et le Roman de toute chevalerie de Thomas de Kent », Romania, t. 112, nos 445-446,‎ 1991, p. 1re partie, art. no 2, p. 18-44 (DOI 10.3406/roma.1991.1659, lire en ligne [fac-similé], consulté le 7 avril 2018).

### Sources
- [Cordts et van Oppel 2006] Dethlev Cordts et Nicola von Oppel (dir.), Les reines noires : Méroé, l'empire africain au bord du Nil [« Die schwarzen Königinnen : Vergessenes Reich am Nil »] (documentaire de 52 min), Arte, 14 janvier 2006.
- [De Medeiros 1985] François de Medeiros (préf. Jacques Le Goff), L'Occident et l'Afrique, XIIIe – XVe siècle : images et représentations, Paris, Karthala et Centre de recherches africaines, coll. « Hommes et sociétés / Histoire et anthropologie », 1985, 1re éd., 1 vol., 305-[12], 24 cm (ISBN 2-86537-133-6, EAN 9782865371334, OCLC 417660070, BNF 37016546, SUDOC 005116163, lire en ligne).
- Mark, J. J. (2018, mars 19). Candaces de Méroé [The Candaces of Meroe]. (B. Étiève-Cartwright, Traducteur).  World History Encyclopedia. Extrait de https://www.worldhistory.org/trans/fr/1-16874/candaces-de-meroe/
- Bibliothèque Nationale de France BNF, 2022, 04 Octobre, « Les Candaces, reines de Méroé », YouTube , 00:05:43, https://youtu.be/XSlzK-NiIN8?si=cCLzLsmxSVjfEH22
- CALBA Maëline, « Amanishakhéto : l’héritage d’une reine nubienne », Revue Histoire, 2023, https://revue-histoire.fr/histoire-ancienne/amanishakheto-heritage-reine-nubienne/